# 長野県道335号森篠ノ井線
長野県道335号森篠ノ井線（ながのけんどう335ごう もりしののいせん）は、長野県千曲市と長野市を結ぶ一般県道。千曲市と長野市の境界でもある篠ノ井橋の周辺のみ、国道18号と重複している。

## 概要
「一目百万本」と言われるあんずの名所・あんずの里と長野市南部を短絡する路線である。

### 路線データ
- 起点：千曲市森
- 終点：長野市篠ノ井塩崎（篠ノ井橋北交差点＝長野県道77号長野上田線交点）
- 標高：

## 通過する自治体
- 千曲市
- 長野市

## 重複区間
- 国道403号（千曲市雨宮付近・雨宮渡し入口交差点間）
- 国道18号（篠ノ井橋南交差点・篠ノ井橋北交差点間）

## 交差・接続する道路
- （千曲市森付近）
  - 千曲市道（あんず街道）
- 富士見橋交差点（千曲市森）
  - 長野県道392号白石千曲線
- （千曲市雨宮付近）
  - 国道403号（谷街道） - ※重複区間ここから
- 雨宮渡し入口交差点（千曲市雨宮）
  - 国道403号（土口バイパス） - ※重複区間ここまで
- 篠ノ井橋南交差点（千曲市屋代）
  - 国道18号 - ※重複区間ここから
- 篠ノ井橋北交差点・ランプ（長野市篠ノ井塩崎＝終点）
  - 国道18号（篠ノ井バイパス） - ※重複区間ここまで
  - 長野県道77号長野上田線（塩崎バイパス）

## 周辺
- あんずの里
- 長野電鉄屋代線 雨宮駅跡
- 雨宮渡し